# 程定国
程 定国（てい ていこく、1885年 - 1916年）は、清末の湖北省新軍陸軍第八鎮第八工兵大隊兵士で、武昌起義を勃発させた人物の一人。文学社や共進会などの革命組織に参加した。名は正瀛、字は定国。

## 生涯
湖北省武昌府武昌県澤林大山村下荘屋の出身。
1911年10月9日、孫武が漢口租界のロシア租界で密造していた爆弾が暴発、ロシア人警官の捜索を受けたため、清朝に革命計画が露見した。
1911年10月10日、新軍内に潜伏していた彭楚藩・劉復基・楊宏勝の3名が逮捕された。湖広総督の瑞澂は、翌日早朝に3人を総督公署門の前で斬首刑に処し、まだ軍内部に潜む革命派の洗い出しを命じたため、軍内部には大きな動揺が広がっていた。共進会第八営代表の熊秉坤はその日のうちに決起することを決意。9日以来、軍官の拳銃以外は弾薬を没収されていたが、測絵学校教官の方興が調達した弾薬数発を1、2発ずつ配られ、さらに第四棚副目の李伝福が実包を管理していた伝令兵の夏長勝を脅迫して調達した弾薬を、陳振武・鍾士傑と3発ずつ分け合った。
1911年10月10日夜、程定国は第5棚正目の金兆龍と小銃と弾薬盒を持ち出して床に就こうとしていたが、金兆龍が当直士官であった哨長（小隊長に相当）の陶啓勝に発見され「謀反する気か？」と詰問されてしまった。金兆龍が「反乱だ！反乱！すぐに反乱を起こしてやる！」と答えたため陶啓勝は激怒、金兆龍を平手打ちしたため取っ組み合いとなった。陶啓勝の方が優勢となっていたが、小銃を持って駆け付けた程定国が金兆龍に加勢、だが近距離で発砲できず、銃床で陶啓勝の頭を殴りつけた。重傷を負った陶啓勝は逃げ出し、後ろから程定国に銃撃された。
前隊隊官の黄坤栄、司務長（軍曹に相当）の張文濤、八営代理管帯（司令官代理に相当）の阮栄発が鎮圧のため駆けつけたが、次々と程定国に殺され、駐屯地は大混乱となった。これに乗じて共進会代表の熊秉坤が蜂起、程定国は熊秉坤の革命軍大隊本部参議、第二正隊五支隊長として勇敢に戦った。熊秉坤を協統として民軍第五混成協が成立すると隊長。鄂軍敢死隊が成立すると第二隊副隊長および一排排長に任ぜられる。20日、漢口三道橋の戦闘で第一隊副隊長の徐兆斌が戦死すると後任で副隊長。28日、第二隊隊長馬栄が戦死すると後任で隊長。漢陽の戦闘では湯家山死守を命じられ、5日間昼夜を問わず戦闘を展開した。漢陽が陥落すると、黄興総司令を護衛しつつ武昌に撤退。黎元洪が葛店に逃げると、護衛の一人として随行した。
1912年（民国元年）2月29日、工程第四営管帯に任ぜられ、9月20日、工程第五営営長。
第二革命後、程定国は北京政府側に与したが、この行為は革命派からは裏切りと見なさされた。
1916年、程定国は実業家で中華革命党員の賈正魁に新店舗の開店祝いという名目で呼び出された。賈正魁が革命党員と知らなかった程定国は警戒しておらず、出されたワインで泥酔してしまった。その後、賈正魁が用意した麻袋に詰め込まれた程定国は長江に沈められ、溺死してしまった。
2005年、程定国の旧邸が修復され、楹聯家の白雉山が門に“首義史長垂，革新華夏原三楚；千秋功不朽，射落皇冠第一槍。”と撰写した。

## 「第一発の銃声」問題
熊秉坤は辛亥革命から間もない1912年8月～1913年8月に記した「前清工兵八営革命実録」、1918年の「武昌起義談」で「第一発の銃声」を放ったのは程定国であると認めていた。
しかし、孫文が亡命中の1914年7月に東京で行った中華革命党第一次会合の宴席で熊秉坤を「第一発の銃声を放った人物」として紹介し、以降も自著や講演でしばし同様の主張をするようになったことで「熊秉坤＝第一発の銃声を放った人物」との風説が形成され、広まっていったとみられる。
息子の熊輝によると、日中戦争終戦後、「第一発の銃声」についてインタビューを受けた際、ノーコメントを通したといい、家族にも「第一発の銃声」について話すことはめったになかったという。しかし、1957年に執筆した「辛亥首義工程営発難概述」では程定国と立場が入れ替わり「自分が陶啓勝を撃った」と主張するようになっている。
前述の1961年の溥儀との会見においても、中国新聞社から「第一発の銃声を放った人物」として報じられた。
こうして長らく武昌起義で「第一発の銃声」を発したのは熊秉坤とされていた。しかし2006年に武漢大学教授の馮天瑜の研究により以上の事実が確認され、程定国が陶啓勝に放った銃弾が第一発とされるようになった。
辛亥革命を描いた映画『1911』ではシチュエーションは史実の程定国と似ているが、陶啓勝（演：王敬峰）に第一発を放つのは熊秉坤（演：デニス・トー）となっている。